# 基加利城市塔
基加利城市塔（英語：Kigali City Tower）坐落於盧旺達首都兼最大城市基加利市，為一高層綜合性商辦大樓，亦為目前盧旺達國內最高的大樓。該開發案除樓高20層的辦公大樓外，亦包括樓高4層的商業中心和一座停車樓，三者之間的空間並由出租的辦公空間和零售空間隔開，其中零售商包括納庫馬特超市（Nakumatt）、波旁咖啡（Bourbon Coffee）以及一座四廳電影院。
此開發案由盧旺達商人哈塔利·斯古古（Hatari Sekoko）出資開發，並由中國的工程團隊設計和興建，整體工程於2006年開工，並於2011年完工。該基地原為一座公車總站。

## 歷史
自2000年上任以來，盧旺達總統保羅·卡加米意圖將盧旺達由以自給農業為主的貧窮國家轉型為以服務業為主的中等收入國家。為達成該目標，盧旺達的經濟政策強調經濟自由化，包括將國有企業私有化和減少經商繁文縟禮的情況。此一經濟政策相當湊效，2004年至2010年間盧旺達維持了每年高達8%的經濟成長率。經濟轉型的成功使得辦公空間和都市內住宅空間的需求大量增加。
基加利城市塔由盧旺達商人哈塔利·斯古古（Hatari Sekoko）透過自己的多野希有限公司（Doyelcy Limited）出資開發，工程於2006年開工。斯古古為盧安達愛國陣線黨員，在從商之前為軍人，曾參與盧旺達內戰。1995年，斯古古前往日本集資以獲得資金發展自己的事業，回國後先是創立了咖啡分銷商，之後又跨足了房地產和款待業。該建案的第一工程為一座停車樓，並於2007年動工，當時尚未動工的辦公樓被設計為平面為圓形的圓柱體大樓，外觀並設計為由螺旋狀造型。2008年，為增加樓地板面積，該大樓的平面被改為如今的橢圓形設計，外觀也捨棄原本的螺旋狀造型。
哈塔利·斯古古將建造工程發包給中國的中國土木工程集團，並由自己公司在中國廣州的倉庫提供建材供應。整體工程於2011年初完工，各商家和公司並於隨後進駐。2013年3月，擁有四座影廳的世紀電影院（Century Cinema）正式完工，並於5月對外開幕。

## 位置和設計

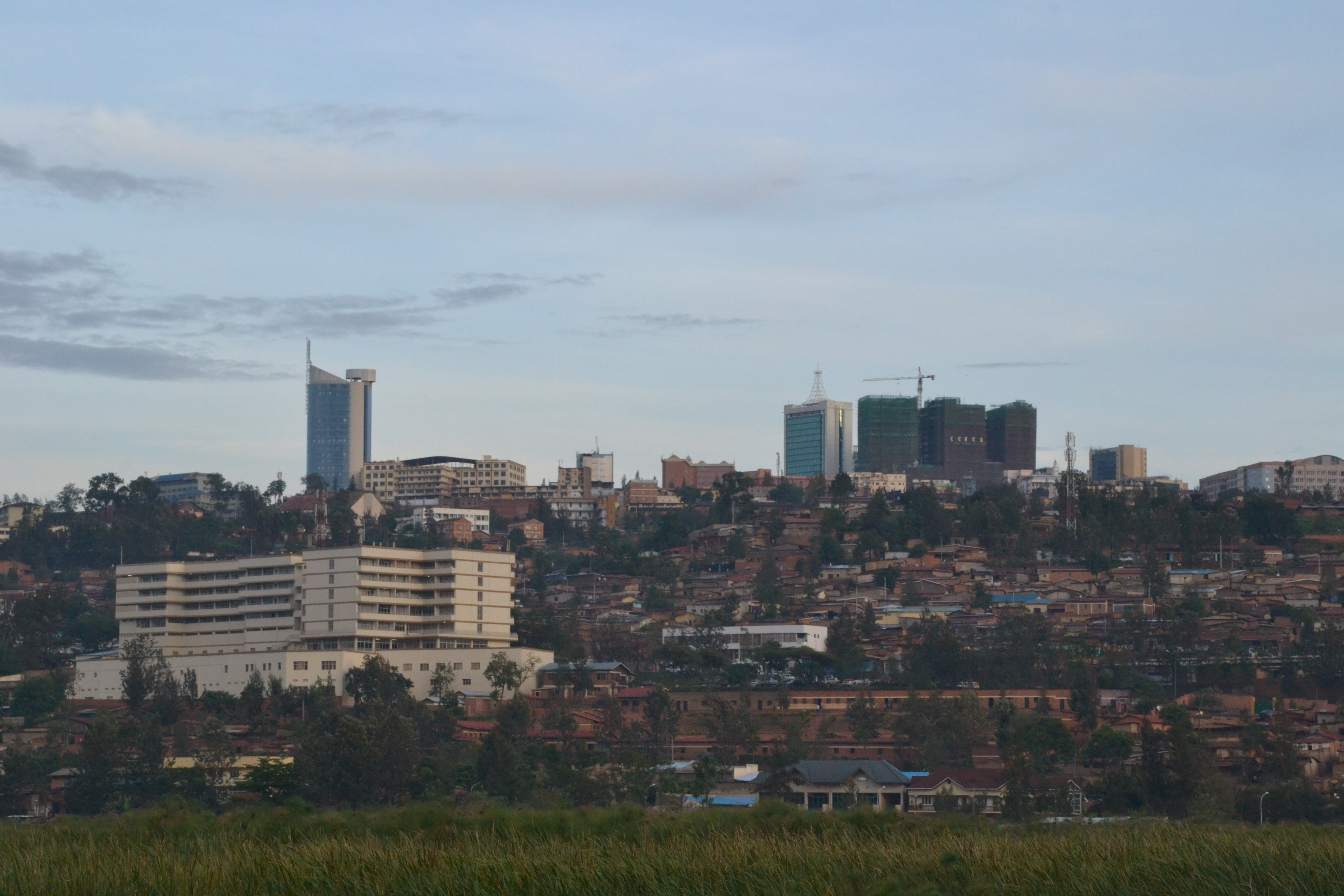
遠眺基加利的中心商務區，可見左前方的基加利城市塔。（攝於2012年10月）

基加利城市塔位於基加利的中心商業區，行政區劃隸屬基加利市尼亞魯岡熱區，地址位於又稱KN 67街（KN 76 Street）的商業大道（Avenue du Commerce）上。該大樓的所在位置原本為一座公車總站，並於2005年關閉。
該建案由三大部分所組成：樓高20層的綜合性商辦大樓，樓高4層的商業中心和同樣樓高4層的停車樓。截至2019年為止，該大樓為盧旺達最高的大樓，樓高90公尺。該建案的商場面積為10,000平方公尺，辦公面積為7,000平方公尺。
樓高20層的商辦大樓多數面積作為辦公空間使用，僅1樓、2樓和頂樓作為零售空間使用，所有的辦公樓層皆有336平方公尺的辦公面積。

## 零售和娛樂空間
此複合式建築中最大的零售商為來自肯亞的連鎖超級市場納庫馬特超市（Nakumatt），其佔據商業中心的1、2樓，以及停車樓的1樓。此店為納庫馬特超市於基加利市的第二家店面，另一家位於聯邦交易中心（Union Trade Centre）內。來自南非的服飾品牌Mr. Price於2011年開幕，此店為該品牌於盧旺達的首家店面，加盟商為迪肯斯肯亞（Deacons Kenya）。此外，高價連鎖咖啡店波旁咖啡（Bourbon Coffee）亦設有店面，該店面為波旁咖啡於基加利市內的五家店面之一，店面並設有戶外座位區。
商業中心的3樓為世紀電影院（Century Cinema）所在處，該電影院共有四座影廳：三座一般影廳的座位數分別為233座、135座和70座；另一座影廳為4D影廳（標榜為5D），設有18個座位，該影廳為東非首座4D影廳。此外，商場的1樓亦設有美食街、健身房和日間照護中心。
商辦大樓的1樓除有基加利銀行的分部，還有一家餐廳，餐廳內設有酒吧。此外，商辦大樓的頂樓還有另一家餐廳。